# Bayerischer Toto-Pokal 2013/14
Der Bayerische Toto-Pokal 2013/14 war die 5. Saison seit der Pokalreform. Im Finale setzten sich die Würzburger Kickers bei der SV Schalding-Heining durch und qualifizierten sich damit für die erste Runde des DFB-Pokals 2014/15.

## 1. Hauptrunde
Die Partien der 1. Hauptrunde fanden am 20., 21. und 22. August 2013 statt.
|                         | Ergebnis        |                            |
| ----------------------- | --------------- | -------------------------- |
| TSV Großheubach         | 0:8             | 1. FC Schweinfurt 05       |
| FVgg Bayern Kitzingen   | 1:4             | FC Eintracht Bamberg       |
| TSV Kleinrinderfeld     | 2:1             | TSV Großbardorf            |
| 1. FC Hersbruck         | 1:8             | SpVgg Bayern Hof           |
| Spfr. Dinkelsbühl       | 1:1 (5:3 i. E.) | SpVgg Ansbach              |
| FC/DJK Weißenburg       | 2:1             | SV Seligenporten           |
| TSV 1861 Nördlingen     | 1:0             | BC Aichach                 |
| SC Kirchroth            | 0:8             | Wacker Burghausen          |
| SV Aicha v. Wald        | 1:8             | SV Schalding-Heining       |
| TSV Dorfen              | 1:0             | TSV Buchbach               |
| FC Geesdorf             | 1:7             | Würzburger Kickers         |
| SC Schollbrunn          | 0:2             | SV Alemannia Haibach       |
| TSV Mönchsröden         | 0:3             | VfL Frohnlach              |
| FC Steinbach-Dürrenwaid | 2:8             | SpVgg Selbitz              |
| FC Laimerstadt          | 0:11            | SSV Jahn Regensburg        |
| FC Viehhausen           | 0:4             | TSV 1896 Rain              |
| ASV Neumarkt            | 0:1             | DJK Ammerthal              |
| SV Neubäu               | 2:1             | SpVgg Grün-Weiß Deggendorf |
| TSV Kastl               | 0:0 (8:7 i. E.) | SpVgg Landshut             |
| FC Ismaning             | 5:0             | SV Waldeck-O.Mü            |
| SC Ichenhausen          | 1:4             | FV Illertissen             |
| TSV Haunstetten         | 1:3             | FC Memmingen               |
| VfB Durach              | 4:3             | SV Pullach                 |
| FC Pipinsried           | 5:1             | TSV Schwabmünchen          |
| TSV Reiterswiesen       | 0:4             | SV Viktoria Aschaffenburg  |
| FC Diessfurt            | 0:7             | SpVgg Weiden               |
| SB DJK Rosenheim        | 2:4             | SV Heimstetten             |
| SC 1919 Zwiesel         | 0:0 (6:5 i. E.) | 1. FC Bad Kötzting         |
| TSV Neudrossenfeld      | 2:4             | SpVgg Jahn Forchheim       |
| SVO Germaringen         | 0:5             | SpVgg Unterhaching         |
| 1. FC Garmisch-P.       | 1:3             | TSV 1860 Rosenheim         |
| Sportring Bayreuth      | 1:12            | ASV Pegnitz                |

## 2. Hauptrunde
| Datum                         |                      | Ergebnis        |                           |
| ----------------------------- | -------------------- | --------------- | ------------------------- |
| 27. August 2013, 17:45 Uhr    | SV Alemannia Haibach | 6:4             | FC Eintracht Bamberg      |
| 27. August 2013, 17:45 Uhr    | TSV Kastl            | 0:4             | Wacker Burghausen         |
| 27. August 2013, 18:00 Uhr    | Würzburger Kickers   | 5:3             | SV Viktoria Aschaffenburg |
| 27. August 2013, 18:00 Uhr    | TSV 1861 Nördlingen  | 1:0             | DJK Ammerthal             |
| 27. August 2013, 18:00 Uhr    | TSV Dorfen           | 1:3             | SV Heimstetten            |
| 27. August 2013, 19:00 Uhr    | SpVgg Weiden         | 1:3             | SpVgg Selbitz             |
| 28. August 2013, 17:45 Uhr    | TSV Kleinrinderfeld  | 0:2             | 1. FC Schweinfurt 05      |
| 28. August 2013, 17:45 Uhr    | Spfr. Dinkelsbühl    | 4:3             | SSV Jahn Regensburg       |
| 28. August 2013, 17:45 Uhr    | SV Neubäu            | 1:2             | FC Ismaning               |
| 28. August 2013, 17:45 Uhr    | FC Pipinsried        | 3:2             | FV Illertissen            |
| 28. August 2013, 18:00 Uhr    | VfL Frohnlach        | 1:2             | SpVgg Bayern Hof          |
| 28. August 2013, 18:00 Uhr    | FC/DJK Weißenburg    | 0:2             | TSV Rain                  |
| 11. September 2013, 19:00 Uhr | SC 1919 Zwiesel      | 0:4             | SV Schalding-Heining      |
| 24. September 2013, 17:30 Uhr | ASV Pegnitz          | 1:3             | SpVgg Jahn Forchheim      |
| 25. September 2013, 18:30 Uhr | FC Memmingen         | 1:3             | SpVgg Unterhaching        |
| 25. September 2013, 19:00 Uhr | VfB Durach           | 1:1 (4:6 i. E.) | TSV 1860 Rosenheim        |

## Achtelfinale
| Datum                      |                      | Ergebnis        |                      |
| -------------------------- | -------------------- | --------------- | -------------------- |
| 1. Oktober 2013, 19:00 Uhr | SV Heimstetten       | 2:3             | Wacker Burghausen    |
| 3. Oktober 2013, 14:00 Uhr | FC Ismaning          | 1:1 (3:4 i. E.) | SV Schalding-Heining |
| 3. Oktober 2013, 14:00 Uhr | TSV Rain             | 3:2             | TSV 1860 Rosenheim   |
| 3. Oktober 2013, 15:00 Uhr | SV Alemannia Haibach | 1:5             | Würzburger Kickers   |
| 3. Oktober 2013, 15:00 Uhr | SpVgg Selbitz        | 1:1 (4:2 i. E.) | 1. FC Schweinfurt 05 |
| 3. Oktober 2013, 16:00 Uhr | Spfr. Dinkelsbühl    | 3:0             | TSV 1861 Nördlingen  |
| 3. Oktober 2013, 16:00 Uhr | SpVgg Jahn Forchheim | 1:1 (4:5 i. E.) | SpVgg Bayern Hof     |
| 2. April 2014, 17:45 Uhr   | FC Pipinsried        | 0:4             | SpVgg Unterhaching   |

## Viertelfinale
| Datum                    |                    | Ergebnis |                      |
| ------------------------ | ------------------ | -------- | -------------------- |
| 8. April 2014, 17:45 Uhr | Würzburger Kickers | 2:0      | TSV Rain             |
| 9. April 2014, 17:45 Uhr | Spfr. Dinkelsbühl  | 3:1      | SpVgg Selbitz        |
| 9. April 2014, 17:45 Uhr | SpVgg Bayern Hof   | 1:3      | SV Schalding-Heining |
| 9. April 2014, 18:00 Uhr | SpVgg Unterhaching | 0:1      | Wacker Burghausen    |

## Halbfinale
| Datum                     |                      | Ergebnis |                    |
| ------------------------- | -------------------- | -------- | ------------------ |
| 30. April 2014, 18:30 Uhr | Spfr. Dinkelsbühl    | 1:2      | Würzburger Kickers |
| 30. April 2014, 18:30 Uhr | SV Schalding-Heining | 1:0      | Wacker Burghausen  |

## Finale
Das Finale fand am 14. Mai 2014 in der Städtischen Sportanlage am Reuthinger Weg in Passau statt.
| SV Schalding-Heining                                                       | SV Schalding-Heining | Würzburger Kickers | Würzburger Kickers |
| -------------------------------------------------------------------------- | --- | --- | ------------------ |
| SV Schalding-Heining                                                       | \| 14. Mai 2014 um 18:30 in Passau (Städtische Sportanlage am Reuthinger Weg) \| \| Ergebnis: 2:2 (1:0), 3:5 i. E. \| \| Zuschauer: 2.070 \| \| Schiedsrichter: Günter Perl \| | \| 14. Mai 2014 um 18:30 in Passau (Städtische Sportanlage am Reuthinger Weg) \| \| Ergebnis: 2:2 (1:0), 3:5 i. E. \| \| Zuschauer: 2.070 \| \| Schiedsrichter: Günter Perl \|                                                                        | Würzburger Kickers |
| SV Schalding-Heining                                                       | Christian Wloch – Josef Eibl , Rene Huber, Michael Pillmeier, Christian Brückl, Michael Wirth (84. Michael Aringer), Franz Philipp Zacher, Benedikt Buchinger, Dardan Gashi, Maximilian Huber (78. Christian Süß), Sebastian Escherich (90. Florian Stecher) Cheftrainer: Mario Tanzer | Andre Koob – Moritz Vollmer, Peter Endres, Ricardo Borba , Corvin Behrens (58. Daniel Diroll), Joseph Mensa, Niklas Weißenberger, Joannis Karsanidis (90. Adrian Graf), Pascal Bieler, Marco Haller, Christopher Bieber Cheftrainer: Dieter Wirsching | Würzburger Kickers |
| SV Schalding-Heining                                                       | 1:0 Josef Eibl (5.) 2:1 Michael Pillmeier (84.) | 1:1 Peter Endres (82.) 2:2 Pascal Bieler (88.) | Würzburger Kickers |
| SV Schalding-Heining                                                       | Elfmeterschießen | | Würzburger Kickers |
| SV Schalding-Heining                                                       | 1:1 Josef Eibl 2:2 Christian Süß ? | 0:1 Marco Haller 1:2 Pascal Bieler 2:3 Christopher Bieber 2:4 Adrian Graf | Würzburger Kickers |
| SV Schalding-Heining                                                       | Maximilian Huber (72.) | Peter Endres (22.), Moritz Vollmer (51.) | Würzburger Kickers |
| 14. Mai 2014 um 18:30 in Passau (Städtische Sportanlage am Reuthinger Weg) | | |                    |
| Ergebnis: 2:2 (1:0), 3:5 i. E.                                             | | |                    |
| Zuschauer: 2.070                                                           | | |                    |
| Schiedsrichter: Günter Perl                                                | | |                    |